# یک هفته و یک روز
یک هفته و یک روز (عبری: שבוע ויום‎) یک فیلم در ژانر درام است که در سال ۲۰۱۶ منتشر شد.

## داستان
داستان فیلم در مورد مادری به نام «ایال» می‌باشد که بالاخره بعد از یک هفته عزاداری برای پسر بزرگش، همسرش او را مجبور می‌کند تا به زندگی عادی خود بازگردد و عزاداری را تمام کند. اما ایال در عوض با همسایهٔ جوان خود آشنا می‌شود که این اتفاق انگیزه ای به او می‌دهد تا بفهمد هنوز در زندگی اش چیزهای با ارزشی وجود دارند که ارزش تجربه کردن و زندگی را داشته باشند و …